# Haftpflichtversicherung
Eine Haftpflichtversicherung in Deutschland, zu deren Einführung maßgeblich der Versicherungsunternehmer Carl Gottlob Molt beigetragen hat, ist eine Schadenversicherung, über die zwischen dem Versicherer und dem Versicherungsnehmer ein Versicherungsvertrag abgeschlossen wird. Die Hauptpflichten des Versicherers aus dem Vertrag bestehen in erster Linie in der Abwehr von unberechtigten Schadensersatzansprüchen Dritter gegen den Versicherungsnehmer (§ 101 VVG) und in zweiter Linie in der Freistellung des Versicherungsnehmers bei berechtigten Schadensersatzansprüchen des Geschädigten (§ 100 VVG). Die Hauptpflicht des Versicherungsnehmers besteht in der Zahlung der Versicherungsprämie.

## Vertragstypische Pflichten des Versicherers
Zunächst prüft die Versicherung in ihrer Rechtsabteilung, ob ein Versicherungsfall vorliegt. Das ist der Fall, wenn der Versicherungsnehmer bei einem Dritten fahrlässig einen Schaden verursacht hat (§ 103 VVG). Hält die Versicherung den Anspruch des Dritten für unbegründet, verweigert sie die Zahlungen an den Geschädigten. Wird der Versicherte daraufhin von dem Geschädigten verklagt, übernimmt die Versicherung für den Versicherten sämtliche Anwalts-, Gutachter- und Gerichtskosten. Diese sog. passive Rechtsschutzversicherung (§ 101 VVG) bedeutet zum einen, dass die Versicherung sich erst dann gerichtlich zur Wehr setzt, wenn sie vom Gegner verklagt wird. Bei Streitigkeiten mit Geschädigten benötigt der Verursacher eines Schadens zudem keinen eigenen Anwalt oder eine separate Rechtsschutzversicherung, da eine passive Rechtsschutzfunktion bereits Bestandteil des Vertrages ist.
Der Versicherer hat den Versicherungsnehmer von rechtskräftigen Ansprüchen Dritter freizustellen, d. h. der Versicherer leistet dem Dritten mit befreiender Wirkung für den Versicherungsnehmer im Umfang des Versicherungsvertrags Ersatz für eingetretene Personen-, Sach- und Vermögensschäden. Ist der Dritte von dem Versicherungsnehmer bereits mit bindender Wirkung für den Versicherer befriedigt worden, hat der Versicherer die Entschädigung an den Versicherungsnehmer zu zahlen (§ 106 VVG).

## Gesetzliche und vertragliche Rahmenbedingungen
Die rechtlichen Rahmenbedingungen für Haftpflichtversicherungen finden sich in Deutschland in den §§ § 100 bis § 124 des Versicherungsvertragsgesetzes (VVG).
Eine Haftpflichtversicherung kann freiwillig abgeschlossen werden (sog. Privathaftpflichtversicherung), für bestimmte Versicherungsfälle besteht eine Verpflichtung durch Rechtsvorschrift (Pflichtversicherung, § 113 VVG).
Schadensersatzansprüche können begründet sein, wenn der Versicherungsnehmer
- eine Vertragspflicht verletzt und nicht belegen kann, dass dies nicht schuldhaft geschah § 280 BGB oder
- eine Sorgfaltspflicht schuldhaft verletzt hat (deliktische Haftung; vgl. § 823 BGB) oder
- sich gefahrerhöhend verhalten hat (Gefährdungshaftung)

und dadurch einem Dritten Schaden zugefügt hat. Bei Verletzungen der Vertragspflichten ist zu beachten, dass viele daraus entstehende Schäden von der Haftpflichtversicherung nicht übernommen werden.
Die meisten Haftpflichtversicherungen sind freiwillig. Zwingend sind Haftpflichtversicherungen lediglich in den Bereichen, die der Gesetzgeber für besonders risikoträchtig hält. Wegen der Betriebsgefahr, die von einem Kraftfahrzeug ausgeht, müssen beispielsweise Fahrzeughalter eine Kfz-Haftpflichtversicherung abschließen. Wegen der Gefahr, die vom Gebrauch von Schusswaffen ausgeht, bedürfen Jäger einer Jagdhaftpflichtversicherung. Keine Verpflichtung zum Abschluss einer Haftpflichtversicherung besteht z. B. für Tierhalter (von einigen Ausnahmen abgesehen).
Den vertraglichen Rahmen gestalten Allgemeine Geschäftsbedingungen, nämlich die Allgemeinen Versicherungsbedingungen für die Haftpflichtversicherung (AHB), Musterbedingungen des Gesamtverbands der Deutschen Versicherungswirtschaft und Vorlage für die meisten verwendeten Bedingungen, sowie Risikobeschreibungen und Besondere Bedingungen, die die AHB zu den einzelnen Arten der Haftpflichtversicherung ergänzen und anpassen. Berufshaftpflichtversicherungen und Vermögensschadenhaftpflichtversicherungen haben teilweise abweichende Allgemeine Bedingungen, ebenso die einheitlich vorgegebenen AKB zur Kfz-Haftpflichtversicherung.

## Arten der Haftpflichtversicherung
Haftpflichtversicherungen lassen sich nach unterschiedlichen Kriterien einteilen, z. B. danach, ob sie private oder berufliche Risiken absichern, oder danach, ob es sich um eine freiwillige Haftpflichtversicherung oder eine Pflichthaftpflichtversicherung handelt.

### Typische Haftpflichtversicherungen für private Risiken
- Privathaftpflichtversicherung (PHV) zur Abdeckung der Haftpflicht-Risiken als Privatperson aus den Situationen des täglichen Lebens, insbesondere nach § 823 BGB;
- Kfz-Haftpflichtversicherung, die die Haftpflicht für durch Gebrauch des Kraftfahrzeugs verursachte Schäden abdeckt, in Deutschland, Österreich und der Schweiz, wie in den meisten anderen Ländern, als Pflichtversicherung ausgestaltet, ohne deren Abschluss Kraftfahrzeuge nicht für den Straßenverkehr zugelassen werden (Rechtsgrundlage in Deutschland: Pflichtversicherungsgesetz)
- Tierhalterhaftpflichtversicherung (THV) zur Absicherung der besonderen Haftungsrisiken als Halter von Tieren, insbesondere nach § 833 BGB;
- Haus- und Grundbesitzerhaftpflichtversicherung (HUG), Versicherung gegen Haftpflichtschäden, die durch oder im Bereich von Häusern sowie Grund und Boden entstehen
- Gewässerschadenhaftpflichtversicherung zur Absicherung gegen die Folgen von Gewässerschäden durch Öltanks und sonstigen Anlagen mit wassergefährdenden Stoffen
- Wassersporthaftpflichtversicherung Versicherung gegen wassersportbedingte Schäden, insbesondere auch die Schiffshaftpflichtversicherung, analog zur Kfz-Haftpflichtversicherung meist eine Pflichtversicherung
- Jagdhaftpflichtversicherung zur Absicherung gegen durch die Jagdausübung verursachte Haftpflichtschäden
- Bauherrenhaftpflichtversicherung Versicherung gegen Haftpflichtschäden im Zusammenhang mit Bauvorhaben

### Typische Betriebs- und Berufshaftpflichtversicherungen
- Berufshaftpflichtversicherung bzw. Amtshaftpflichtversicherung zur Absicherung beruflich verursachter Schäden gegenüber Dritten, etwa
  - als Arbeitnehmer oder Beamter über die Amtshaftpflichtversicherung oder die Diensthaftpflichtversicherung, eine Vermögensschadenhaftpflichtversicherung
  - als freiberuflich tätiger Arzt: Arzthaftung
  - als freier Architekt oder Bauingenieur
  - als Angehöriger der rechts- und steuerberatenden Berufe, also Rechtsanwalt, Notar, Steuerberater, Wirtschaftsprüfer: Vermögensschadenhaftpflicht
  - als Vormund oder Betreuer,
- verschiedenen Betriebshaftpflichtversicherungen, zur Abdeckung gewerblicher und industrieller Risiken von Unternehmen, insbesondere der
  - Gewerbe- und Industriehaftpflicht, in Deutschland nach dem Haftpflichtgesetz unter Einschluss der Produkthaftpflicht
  - Umwelthaftpflicht
  - Patenthaftpflichtversicherung bei Haftung wegen der Verletzung von Schutzrechten Dritter, die von der herkömmlichen Betriebshaftpflichtversicherung ausdrücklich ausgeschlossen ist[4]
- sog. D&O-Versicherung, eine Vermögensschaden-Haftpflichtversicherung für Organe von Unternehmen.

### Typische Pflichthaftpflichtversicherungen
- Kfz-Haftpflichtversicherung (§ 1 PflVG)
- Berufshaftpflichtversicherung für Rechtsanwälte (vgl. § 51 BRAO)
- Berufshaftpflichtversicherung für kassenärztlich tätige Ärzte (Nachweis nach § 95e SGB V in Verbindung mit § 113 Abs. 2 VVG gemäß Gesundheitsversorgungsweiterentwicklungsgesetz [GVWG])
- Berufshaftpflichtversicherung für Versicherungsvermittler und -berater (vgl. § 34d Abs. 2 Nr. 3, § 34e Abs. 2 GewO i. V. m. § 8 bis § 10 VersVermV)
- Betreuerhaftung (vgl. § 1908f BGB)

## Ausschlüsse
Ausschlüsse legen fest, in welchen Fällen kein Versicherungsschutz besteht. Sie finden sich in den AHB, aber z. B. auch in den die AHB ergänzenden Besonderen Bedingungen und Risikobeschreibungen (BBR) des jeweiligen Versicherungsvertrags. Ihre Funktion besteht darin, den Versicherungsschutz einzuschränken, z. B. weil der Versicherer für ein bestimmtes Verhalten generell keinen Versicherungsschutz bieten möchte (Beispiel: der Versicherungsnehmer hat den Schaden vorsätzlich herbeigeführt) oder weil er Versicherungsschutz für das ausgeschlossene Risiko nur im Rahmen spezieller Haftpflichtversicherungen anbieten möchte.
Typische Ausschlüsse der Allgemeinen-Haftpflicht-Bedingungen:
- vorsätzlich herbeigeführte Schäden (bei grober Fahrlässigkeit bleibt der Versicherungsschutz gleichwohl bestehen; vergleiche § 103 (besondere Regelung für die Haftpflichtversicherung) im Gegensatz zu § 81 (allgemeine Regelung für die Schadenversicherung) VVG)
- Ansprüche zwischen Familienangehörigen, soweit diese im selben Haushalt leben, oder gesetzlichen Vertretern des Versicherten
- Ansprüche zwischen Personen, die Versicherungsschutz aus demselben Versicherungsvertrag haben (hiernach sind durch einen Versicherten verursachte Schäden bei einem Mitversicherten nicht versichert, z. B. Sach- und Vermögensschäden des Autobesitzers als Beifahrer bei einem durch einen anderen Fahrer des eigenen Autos verursachten Unfall)
- Schäden an fremden Sachen, die der Versicherungsnehmer tatsächlich besitzt, aufgrund etwa von Miete, Leihe, Leasing, Pacht, verbotener Eigenmacht oder die er aufgrund vertraglicher Vereinbarung verwahrt (hier sei bemerkt, dass Mietobjekte eine Ausnahme darstellen; Mietsachschäden sind bei den meisten Anbietern zumindest bis zu vertraglich festgelegten Grenzen innerhalb der Versicherungssumme mitversichert, manchmal sogar bis zur gesamten Höhe der Versicherungssumme. Ausgenommen hiervon wiederum sind oftmals Schäden an der Objektverglasung und Elektroinstallation, die separat versichert werden sollten.)
- Schäden an fremden Sachen, die der Versicherungsnehmer bearbeitet
- Umwelt-, Strahlen- und Asbestschäden
- bei der Vermögensschaden-Haftpflichtversicherung auch Schäden aus kaufmännischer und spekulativer Geschäftstätigkeit.

Beispielhaft sei auf die Musterbedingungen des Gesamtverbands der Versicherungswirtschaft (GDV) verwiesen, die über die Homepage des GDV aufgerufen werden können, dort Ziffer 7 AHB.
Mittlerweile werden von vielen Versicherungen allerdings auch umfangreichere Verträge angeboten, die gegen höhere Prämien einige der ansonsten ausgeschlossenen Schäden absichern. Außerdem gibt es bei ähnlichen Prämien teilweise durchaus erhebliche Unterschiede zwischen dem Leistungsumfang verschiedener Anbieter. So bieten einige Anbieter inzwischen auch spezialisierte Tarife und Versicherungsbedingungen für andernfalls ausgeschlossene branchenspezifische Berufsrisiken an.

## Versicherungspolicen im Test
Die Zeitschrift Finanztest der Stiftung Warentest hat einen sogenannten „Grundschutz“ definiert, den eine gute Privat-Haftpflichtpolice haben sollte. In einer Untersuchung der Versicherungsart im Oktober 2017 hat die Stiftung Warentest 90 von 218 Privathaftpflichtversicherungen die Bestnote verliehen. 89 Versicherungen wurden als „gut“ bewertet und 12 Tarife als „ausreichend“ oder „mangelhaft“. Dem Test zufolge seien zudem neue Policen häufig deutlich besser als alte. Daher empfiehlt die Stiftung Warentest einen Vergleich und gegebenenfalls einen Wechsel des Tarifs.

## Dauer des Versicherungsverhältnisses
Die Haftpflichtversicherung wird regelmäßig auf ein oder mehrere Jahre abgeschlossen und verlängert sich automatisch, wenn sie nicht fristgerecht vor Ablauf des Vertrages gekündigt wird. Bei den meisten Gesellschaften beträgt die Kündigungsfrist 3 Monate vor dem Ablaufdatum. Generell darf die Vertragsdauer seit der VVG-Reform 2008 maximal drei Jahre betragen. Unabhängig von der vereinbarten Laufzeit kann der Vertrag von beiden Seiten nach einem abgelehnten oder auch regulierten Schadensfall gekündigt werden. Erfolgt die Kündigung seitens Versicherer – beispielsweise aufgrund von mehreren, sehr teuren Schadensfällen innerhalb eines Jahres – beträgt die Kündigungsfrist in der Regel vier Wochen. Ist es in der Vergangenheit häufiger zu Schadensfällen gekommen, kann es unter Umständen länger dauern, einen neuen Versicherer zu finden. Denn anders als eine Kfz-Haftpflichtversicherung ist die Privat-Haftpflichtversicherung nicht verpflichtet, einen neuen Versicherten aufzunehmen. Bei einer Beitragserhöhung steht dem Versicherungsnehmer ebenso ein außerordentliches Kündigungsrecht zu. Hier beträgt die Frist einen Monat ab dem Zugang der Schadensablehnung, Schadenvollregulierung oder auch Beitragserhöhung.
Versichert sind grundsätzlich Schäden, die sich innerhalb der Versicherungszeit ereignet haben. Auf den Zeitpunkt der Verursachung des Schadens kommt es nicht an, sondern darauf, wann der Schadenseintritt offenbar wird („Folgeereignistheorie“ des BGH). Liegt zum Beispiel die Montage einer Sitzgelegenheit (Handlung) vor der Versicherungszeit, der Schaden hat sich aber später innerhalb der Versicherungszeit ereignet (Schadensereignis), ist der Schaden durch die Haftpflichtversicherung gedeckt. Diese Regelung unterscheidet sich deutlich von dem, was im angelsächsischen Rechtsraum üblich ist. Dort werden Schäden grundsätzlich nur dann von der Haftpflichtversicherung gedeckt, wenn die Anspruchserhebung des Geschädigten innerhalb der Versicherungszeit erhoben wurde („claims made“).

## Kosten-Nutzen-Analyse
Die private Haftpflichtversicherung schützt den Versicherungsnehmer vor den Schäden, die er im Rahmen seiner privaten Lebensführung schuldhaft verursacht. Besteht kein Versicherungsschutz, muss der Schadensverursacher für Schäden ohne eine Obergrenze seiner Haftung mit seinem gesamten auch zukünftigen Vermögen eintreten.
Die Betriebshaftpflichtversicherung sieht häufig eine Selbstbeteiligung vor, um den Versicherungsbeitrag in wirtschaftlich vernünftigem Rahmen zu halten und den Versicherungsnehmer am wirtschaftlichen Risiko zu beteiligen.
Zwar schließt der Versicherungsnehmer die Haftpflichtversicherung zunächst nur im eigenen Interesse ab, um sich für den Fall von Ansprüchen abzusichern, jedoch hat die Haftpflichtversicherung darüber hinaus den sozialen Zweck, dem häufig schuldlos Geschädigten eine angemessene Entschädigung seiner berechtigten Ansprüche zu sichern. Daher fällt die Entschädigungsforderung wirtschaftlich nicht in das Vermögen des Versicherungsnehmers, weshalb er darüber keine Verfügung treffen kann. Der Geschädigte kann deshalb auch im Fall der Insolvenz des Versicherungsnehmers eine abgesonderte Befriedigung fordern.
In der Kfz-Haftpflicht ist abweichend hiervon ein direkter Anspruch des Geschädigten gegenüber dem Versicherer begründet. 67 % der Bundesbürger besitzen eine Privat-Haftpflichtversicherung. Wer durch eine nicht versicherte Person geschädigt wird (z. B. durch eine mittellose Person) geht häufig leer aus. Um dieses Risiko aufzufangen, bieten die Versicherer – gegen einen zusätzlichen Beitrag – im Rahmen von Sonderbedingungen, quasi einen Versicherungsschutz gegen fehlende Haftpflichtversicherungen an. In einem solchen Fall gewähren die Versicherer ihren Kunden auf der Basis eines gerichtlich verfügten einklagbaren Titels die Übernahme der Schadenskosten → (Schaden-Ausfalldeckung) und stellen ihren Versicherten damit so, als ob auch der Schädiger versichert wäre.
Insbesondere bei besonders gefahrgeneigten Aktivitäten ist aus sozialen Gründen zur Absicherung der Geschädigten eine gesetzliche bzw. berufsrechtliche Pflicht zum Abschluss einer Haftpflichtversicherung – abweichend vom Grundsatz der Vertragsfreiheit – vorgesehen:
- Hochrisikobereich: Kfz-Haftpflichtversicherung, Atom-Haftpflichtversicherung für den Umgang mit radioaktiven Stoffen
- Jagdhaftpflichtversicherung
- Rechts- und Wirtschaftsberatung: Rechtsanwälte, Steuerberater, Wirtschaftsprüfer und Notare
- Ärzte und Angehörige einiger anderer Heilberufe
- sonstige Gewerbetreibende: Bewachungsunternehmen, Schausteller, Makler und Versicherungsvermittler

In Fällen der Versicherungspflicht ist der Versicherer regelmäßig auch dann zur Leistung an den Geschädigten verpflichtet, wenn gegenüber dem Versicherungsnehmer etwa wegen Prämienverzug, Kündigung oder Verletzung von Obliegenheiten Leistungsfreiheit besteht. Dies entlastet jedoch nicht den Versicherungsnehmer, er muss vielmehr dem Versicherer die erbrachte Leistung nachträglich erstatten.

## Österreich
In Österreich regeln die §§ 149 bis 158i des Versicherungsvertragsgesetzes (VersVG) die Rechte und Pflichten von Versicherungsnehmer und Versicherer. Bei der Haftpflichtversicherung ist der Versicherer verpflichtet, dem Versicherungsnehmer die Leistung zu ersetzen, die dieser auf Grund seiner Verantwortlichkeit für eine während der Versicherungszeit eintretende Tatsache an einen Dritten zu bewirken hat, einschließlich der gerichtlichen und außergerichtlichen Kosten, die durch die Verteidigung gegen den von einem Dritten geltend gemachten Anspruch entstehen. §§ 158b ff. regeln die Pflichtversicherung, beispielsweise für bestimmte Berufsgruppen wie Ärzte, Rechtsanwälte, Ziviltechniker oder Physiotherapeuten.

## Schweiz
In der Schweiz ist die private Haftpflichtversicherung in Art. 48 ff, 59 des Versicherungsvertrags-Gesetzes (VVG) geregelt. Ähnlich wie in Deutschland ist eine Kfz-Haftpflichtversicherung für den Halter eines Kraftfahrzeugs zwingend vorgeschrieben.